# Estadio Municipal 22 de Junio
El Estadio Municipal 22 de Junio es el estadio municipal de Vila Nueva de Famalicão, siendo sobre todo usado para los juegos del FC Famalicão. Inaugurado en 1952 (21 años después de la fundación del club), recibió en 2015 sus últimas obras de remodelación, a consecuencia del regreso del Famalicão a los campeonatos profesionales (aunque estén previstas obras más profundas). Tiene la capacidad para albergar a 5 186 espectadores, campo de césped e iluminación artificial, así como un campo de fútbol secundario adyacente.